# Gordon Martel
Gordon Martel (geboren 14. Januar 1946) ist ein kanadischer Historiker.

## Leben
Gordon Martel machte 1968 einen B.A. an der Simon Fraser University und 1969 einen M.A. an der Fletcher School of Law and Diplomacy. Er wurde 1977 an der University of Toronto promoviert und ging als Assistant Professor an die Trent University. Ab 1981 lehrte er Geschichte am Royal Roads Military College in Colwood und wurde dort 1987 zum Professor ernannt. Seit 1995 war er Professor an der University of Northern British Columbia. Er war daneben Senior Research Fellow an der De Montfort University. Nach seiner Emeritierung 2009 wurde er noch Adjunct Professor an der University of Victoria. 
Martel gehörte 1978 zum ersten Herausgeberkreis der Fachzeitschrift The International History Review. 1988 wurde er zum Fellow der Royal Historical Society ernannt. Er gab 2012 eine fünfbändige Encyclopedia of War heraus. Im Jahr 2006 gab er eine überarbeitete Fassung von James Jolls The Origins of the First World War heraus, zum einhundertjährigen Jahrestag des Ausbruchs des Ersten Weltkriegs erschien seine Darstellung The Month that Changed the World: July 1914. 

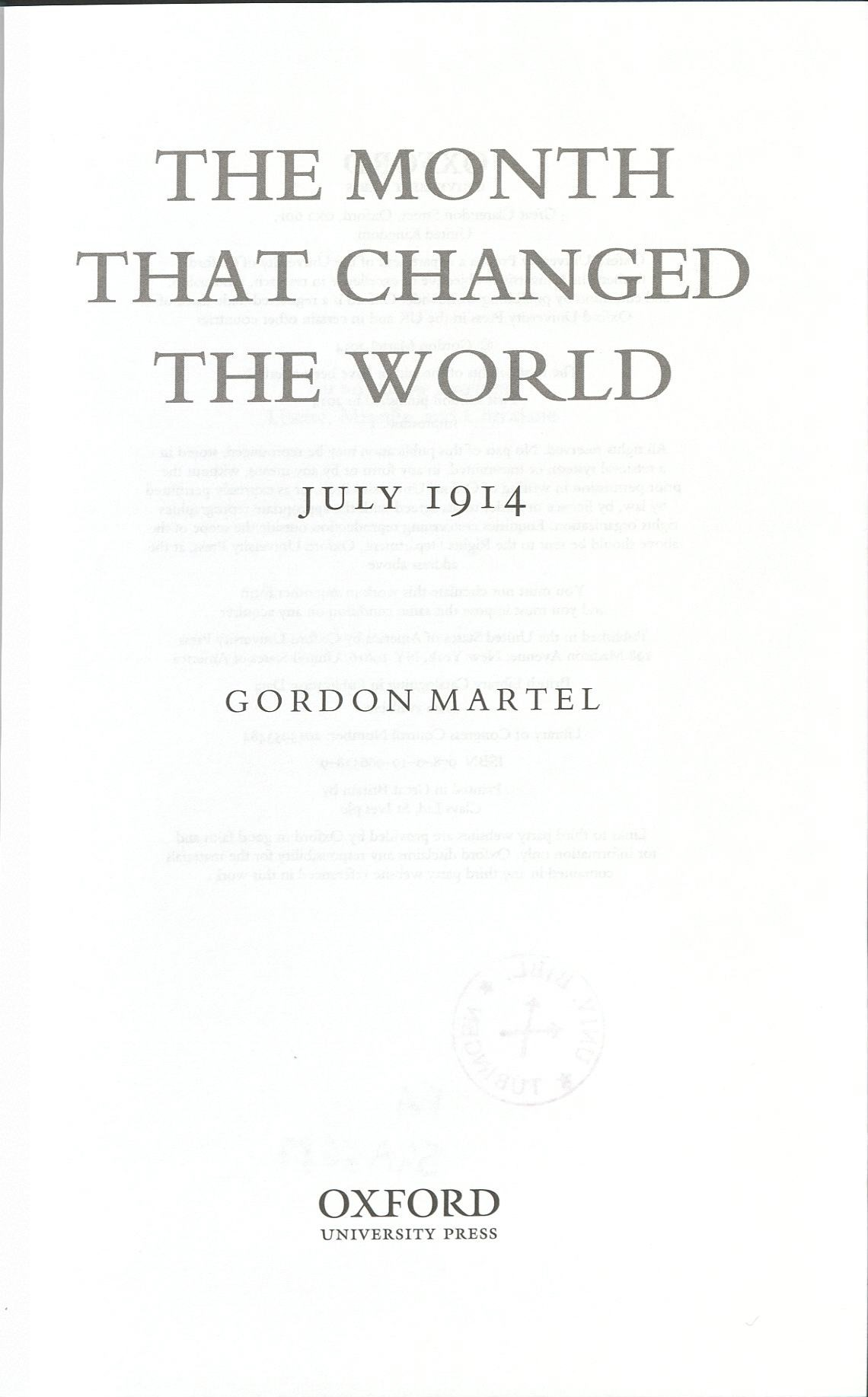
July 1914 (2014)

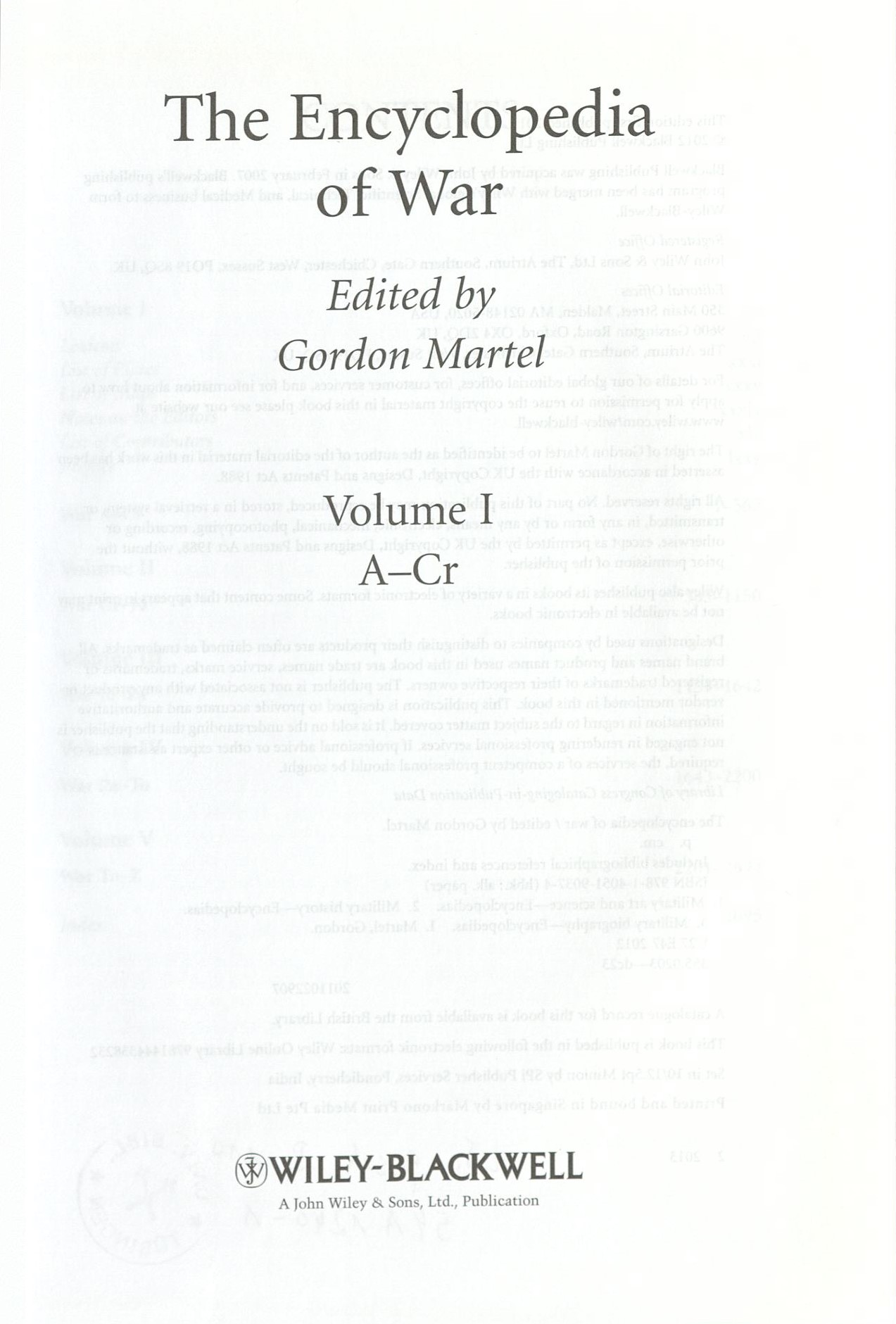
Encyclopedia of War (2012)

## Schriften (Auswahl)
- Imperial Diplomacy: Rosebery and the Failure of Foreign Policy. Mansell Publishing, 1986
- The Origins of the First World War. Longman, 1987
- (Hrsg.): Modern Germany Reconsidered: 1870–1945. Routledge, 1992
- (Hrsg.): American Foreign Relations Reconsidered: 1890–1993. Routledge, 1994
- (Hrsg.): Origins of the Second World War Reconsidered: A.J.P. Taylor and the Historians. Routledge, 1999
- The Times and Appeasement: The Journals of A. L. Kennedy, 1932–1939. Cambridge University Press, 2001
- (Hrsg.): The World War Two Reader. Routledge, 2004
- (Hrsg.): A Companion to Europe 1900–1945. Wiley-Blackwell, 2005
- James Joll, Gordon Martel: The Origins of the First World War. Routledge, 2006
- (Hrsg.): A Companion to International History 1900–2001. Wiley-Blackwell, 2007
- (Hrsg.): The Encyclopedia of War. 5 Bände. Wiley-Blackwell, 2012
- (Hrsg.): Twentieth-Century War and Conflict: A Concise Encyclopedia. Wiley-Blackwell, 2014
- The Month that Changed the World: July 1914 and WWI. Oxford University Press, 2014